# Hyacinthe Rigaud

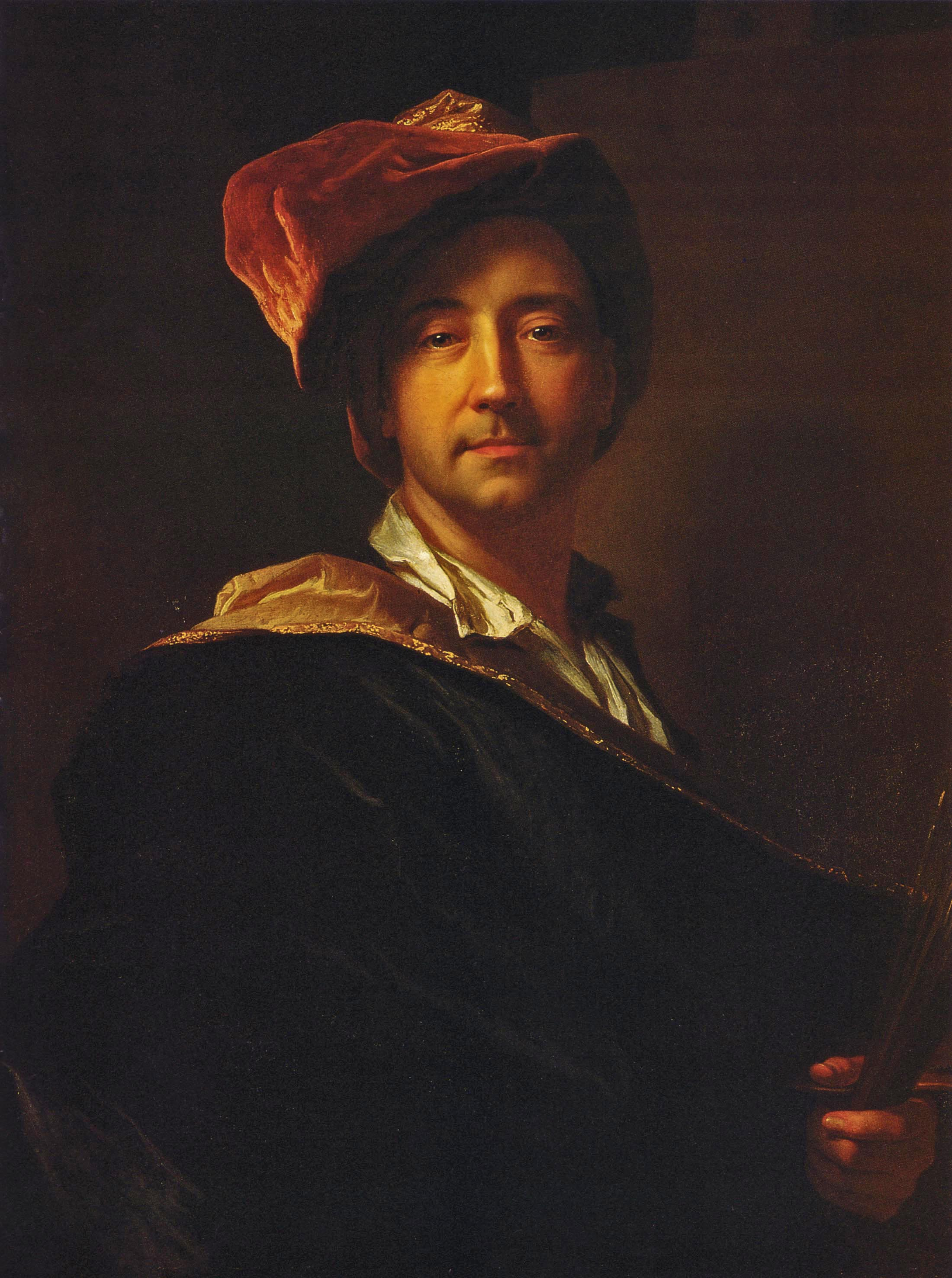
Självporträtt i turban, 1698.

Ludvig XIV, kung av Frankrike och Navarra. Målning av Hyacinthe Rigaud 1701.

Hyacinthe Rigaud, född 20 juli 1659, död 27 december 1743; fransk porträttmålare, hovmålare hos Ludvig XIV från 1688. 
Rigaud är den främste företrädaren för den franska barockens pompösa porträttstil. Hans mest kända målning är porträttet av Ludvig XIV (1701) som idag återfinns på Louvren i Paris. Rigaud är representerad vid bland annat Göteborgs konstmuseum.